# Détroit d'Irbe
Pour les articles homonymes, voir Irbe.
Le détroit d'Irbe (estonien : Kura kurk ; letton : Irbes jūras šaurums) est un détroit qui forme la sortie principale du golfe de Riga vers la mer Baltique, entre la péninsule de Sõrve au sud de l'île estonienne de Saaremaa et la péninsule de Courlande en Lettonie.
Il est large de 27 kilomètres à son point le plus étroit.
De nombreuses mines sous-marines de la Première et de la Seconde Guerre mondiale se trouvent encore dans le détroit.

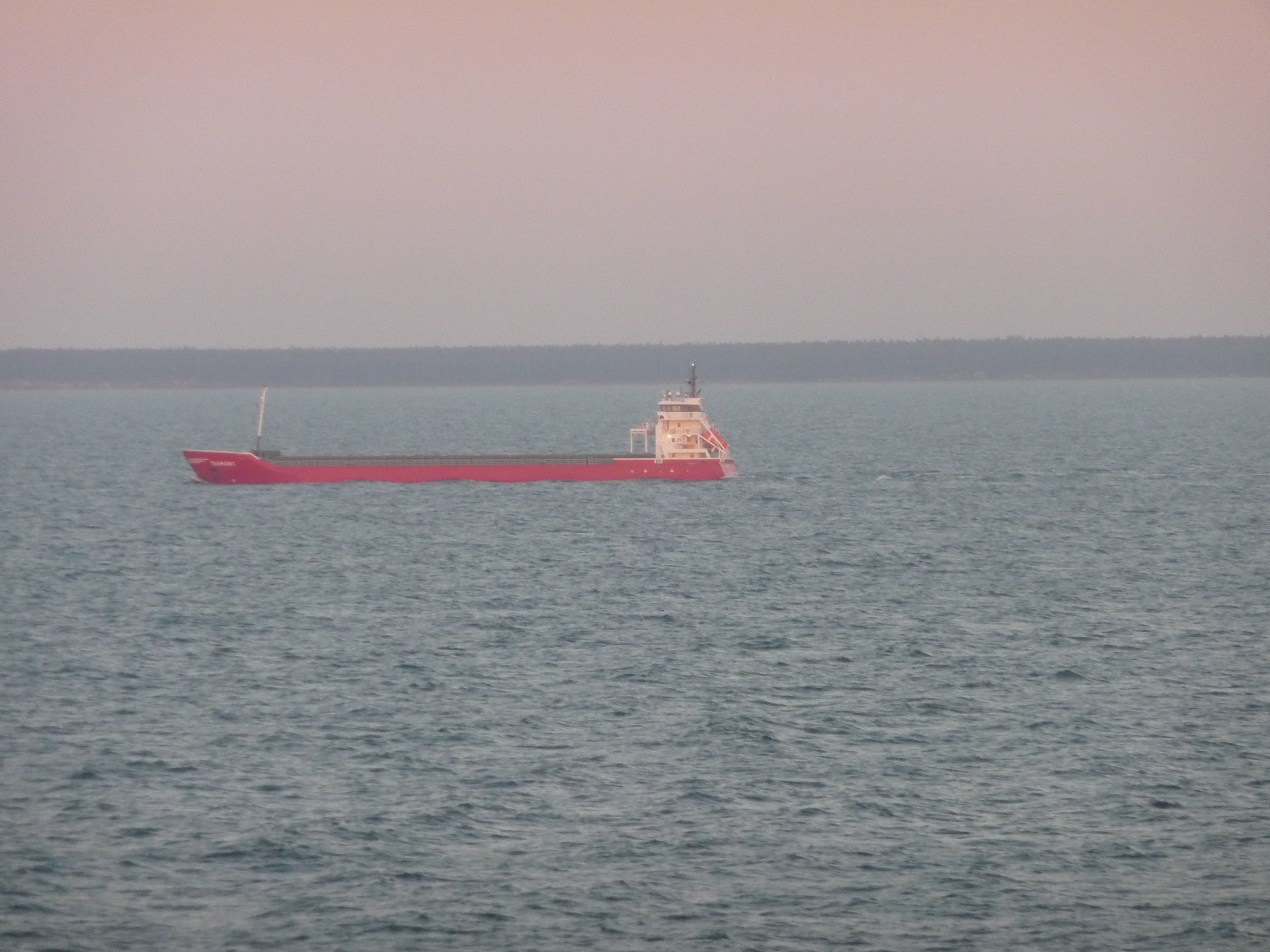